# Le Cimetière des arlequins
Pour les articles homonymes, voir Arlequin (homonymie).
Albums de Ange
Caricatures
(1972) Au-delà du délire
(1974)
Le Cimetière des arlequins est le deuxième album du groupe de rock progressif français Ange, sorti en 1973.

## Contexte et parution
Après la parution de Caricatures en 1972, Ange part en tournée et gagne rapidement en popularité. Le groupe assure notamment la première partie de Johnny Hallyday à Chantilly, lors du premier concert de sa tournée « Johnny Circus ». Le Cimetière des Arlequins est enregistré en 1973, au retour de la première tournée anglaise du groupe. L'album est enregistré au studio des Dames à Paris, à l'exception de La Route aux cyprès, qui est quant à lui enregistré au Château d'Hérouville, au studio Michel Magne.
L'album sort en 1973, année où la popularité du rock progressif est à son paroxysme. Pour promouvoir sa sortie, Ange donne de nombreux concerts. Le groupe participe le 26 août 1973 au festival de Reading en Angleterre, le même jour que Genesis, qui est en tête d'affiche ce jour-ci. Le groupe joue alors devant 30 000 personnes,, dont un jeune Steve Hogarth, futur chanteur du groupe anglais Marillion,.
Les premiers exemplaires de l'album qui sont commercialisés présentent des autocollants sur la pochette et sont accompagnés de transferts pour T-shirts. La pochette de l'album est une peinture d'un artiste d'origine russe, Jacques Wyrs, extraite de la série Monuments Stellaires.

## Composition

### Face 1
Le premier titre de l'album est une reprise de Ces gens-là de Jacques Brel, qui a été complètement réarrangée par rapport à la chanson d'origine. Qualifiée de « théâtrale »,, seuls les trois premiers couplets de la version originale sont chantés sur cette reprise. Le dernier couplet est volontairement omis et est remplacé par un solo de guitare. De nombreux fans de Jacques Brel ont reproché à Ange l'absence du dernier couplet sur leur reprise. Le groupe s'en explique sur la pochette de l'album : « À Jacques Brel, nous n'avons pas osé te prendre Frida ! », afin de ne pas rendre la chute de la chanson incompréhensible. La chanson est pendant longtemps interprétée en concert par le groupe.
Aujourd'hui c'est la fête chez l'apprenti sorcier succède à Ces gens-là. Beaucoup plus orienté rock, ce titre est l'un des plus énergiques interprétés par le groupe. Il démarre par un motif en deux accords très simpliste, joué au clavier par-dessus un puissant riff de guitare, lui-même dominé par le chant thêatral de Christian Décamps. Les paroles de la chanson font quant à elles référence à des apprentis sorciers. Le tout est « entrecoupé de coups de batterie assez [puissants] ». Un break laisse ensuite place à une flûte, des claviers « profonds et [malsains] » et des paroles murmurées. Cette section, qui est plus calme et atmosphérique, regagne finalement l'énergie du début la chanson.
La chanson suivante, Bivouac, est composé en deux parties. Bivouac (1re partie) débute avec une introduction chantée. Le titre commence de façon enjouée et ressemble presque à de la musique folk. La musique devient rapidement plus sombre et sinistre. Cette partie se compose de solos joués à l'orgue. La seconde partie du titre, Bivouac Final, est le seul instrumental de l'album. Cette partie se caractérise par une « montée en puissance » et par des claviers « qui jaillissent de partout ». L'Espionne lesbienne est à l'inverse une chanson acoustique accompagné de passages à la flûte.

### Face 2
De temps en temps est une ballade à tendance symphonique, qui se termine sur un bruit de bande magnétique accélérée. La Route aux cyprès est une ballade folk, où une guitare acoustique et une flûte peuvent être entendues. Comparé à L'Espionne lesbienne, cette chanson acoustique est beaucoup plus détendue et attrayante. L'album se termine sur le titre du même nom, Le Cimetière des Arlequins. La chanson, qui dure plus de huit minutes, est construite sur un « crescendo dramatique ». Le côté théâtral d'Ange y est particulièrement mis en avant, tandis que les paroles évoquent des visiteurs de cimetières. Cette façon de terminer l'album par un long titre est une première pour le groupe, qui répète le schéma sur ses quatre albums studio parus après Le Cimetière des Arlequins.

## Accueil critique
Le site de l'encyclopédie Larousse trouve que sur Le Cimetière des Arlequins, Ange « mêle de façon tout à fait convaincante rock progressif à l'anglaise et légendes populaires françaises ». Pour l'auteur Franz Bourlet, il est l'un des nombreux albums parus en 1973 qui attestent de la popularité du rock progressif cette année-ci. Dans son livre Anthologie du rock français : De 1956 à 2017, Dominique Grandfils estime que Le Cimetière des Arlequins « couronne l'écriture de [Christian] Décamps ». Dag Erik Asbjørnsen, auteur du livre Scented Gardens of the Mind: A Guide to the Golden Era of Progressive Rock (1968–1980) in More Than 20 European Countries, conseille d'écouter tout d'abord Le Cimetière des Arlequins parmi tous les albums d'Ange parus entre 1972 et 1977, car il renferme selon lui « certaines de leurs plus belles mélodies ». Frédéric Delage du magazine Rockstyle déclare qu'en dehors du titre De temps en temps, « rien de ce cimetière-là n'est à enterrer ». Il observe toutefois que « seul le son caverneux de l'enregistrement empêche aujourd'hui cet album d'atteindre le plus haut rang... »
Mike McLatchey du magazine Exposé estime que Le Cimetière des Arlequins présente « de façon générale très peu de changements stylistiques » par rapport à Caricatures, mais considère qu'il « demeure néanmoins un superbe album que je recommande ». Il considère également le solo de guitare interprété par Jean-Michel Brézovar sur Ces gens-là comme l'un des moments forts de l'album. Olivier Davenas de Big Bang trouve que la musique interprétée par Ange sur l'album est « audacieuse et follement inspirée », mais qu'elle est d'autre part « un peu diminuée par quelques transitions malhabiles et, surtout, par une production déficiente quoiqu'agréablement surannée ». Pour François Couture du site AllMusic, Le Cimetière des Arlequins possède une « mauvaise qualité sonore et des choix artistiques douteux », comme par exemple « l'horrible bruit de bande magnétique accélérée qui casse l'ambiance » du titre De temps en temps. Il pense que l'album manque de « bons moyens d'enregistrement » et d'une « meilleure direction artistique » et recommande plutôt Au-delà du délire, qui présente selon lui ces qualités.

## Ventes et postérité
Suivant sa parution en 1973, Le Cimetière des Arlequins devient l'album le plus vendu d'Ange et se vend à plus de 200 000 exemplaires. En 1976, il est certifié disque d'or en France pour s'être vendu à au moins 100 000 exemplaires. Le Cimetière des Arlequins permet à Ange de se faire connaître en France, mais aussi dans les scènes de rock progressif européennes et au Québec. Le Cimetière des Arlequins est par ailleurs l'un des premiers albums écoutés par Luc Arbogast, participant à la saison 2 de The Voice : La Plus Belle Voix, lorsqu'il découvre pour la première fois les musiques traditionnelles,.

## Titres
| 1. | Ces gens-là                                       | Jacques Brel                            | 4:47 |
| 2. | Aujourd'hui c'est la fête chez l'apprenti sorcier | Jean-Michel Brézovar, Christian Décamps | 3:25 |
| 3. | Bivouac (1re partie)                              | Christian Décamps, Francis Décamps      | 5:32 |
| 4. | L'Espionne lesbienne                              | Christian Décamps, Daniel Haas          | 2:52 |
| 5. | Bivouac (final)                                   | Christian Décamps, Francis Décamps      | 3:02 |

| 1. | De temps en temps          | Christian Décamps, Francis Décamps | 4:08 |
| 2. | La Route aux cyprès        | Christian Décamps, Daniel Haas     | 3:18 |
| 3. | Le Cimetière des Arlequins | Christian Décamps, Gérard Jelsch   | 8:46 |

## Fiche technique
Adaptée de la pochette intérieure du vinyle de 1973.

### Musiciens
- Christian Décamps : chant, orgue Hammond, piano
- Francis Décamps : orgue, effets spéciaux, mellotron, chant
- Daniel Haas : basse, guitare acoustique
- Jean-Michel Brézovar : guitare solo, flûte, chant
- Gérard Jelsch : batterie, percussions

### Équipe technique
- Henri Loustau : ingénieur du son (Studios des Dames)
- Jean-Louis Labro : assistant (Studios des Dames)
- Andrew Scott : ingénieur du son (Studio Michel Magne)
- Jacques Wyrss : illustration pochette recto-verso
- J. Aubert, C. Delorme : photos pochette intérieure